# Georges Berry
William George Berry, noto in Inghilterra come Bill Berry e nei paesi francofoni come Georges Berry (Hackney, 18 agosto 1904 – Manor Park, 15 settembre 1972), è stato un allenatore di calcio e calciatore inglese.

## Biografia
Berry era sposato e aveva 3 figli.

## Carriera

### Calciatore
Berry ha iniziato la sua carriera con la squadra del Royal Naval Depot a Chatham, prima di unirsi al Charlton in 
Third Division South nel 1923. In quella stagione ha fatto 11 presenze in campionato e ha segnato due gol. Nel febbraio 1924 si trasferì al Gillingham sempre in Third Division South. Berry giocò per due stagioni e mezzo nel Gillingham collezionando 87 presenze e 11 gol. Successivamente
giocò al Brentford, al Crystal Palace, al  Bournemouth e al Fives.

### Allenatore
Berry ha allenato in Francia, Belgio, Tunisia e Lussemburgo avendo enorme successo.

## Palmarès

### Allenatore
- Campionato francese: 1

LOSC Lilla:1945-1946
- Coppa di Francia: 2

Lilla:1945-1946
Nizza:1953-1954
- Campionato tunisino: 2 [4]

Hammam Lif:1955-1956
Étoile du Sahel:1957-1958
- Division Nationale: 3 [5]

Jeunesse Esch:1958-1959, 1959-1960
Union Luxembourg:1961-1962
- Coupe de Luxembourg: 1

Union Luxembourg:1962-1963